# Mount Olive (Illinois)
Mount Olive – miasto w Stanach Zjednoczonych, w stanie Illinois, w hrabstwie Macoupin.